# اوکایا
اوکایا در استان ناگانو در کشور ژاپن واقع شده‌است  که دارای جمعیت ۵۳٬۷۲۲ نفر و مساحت ۸۵٫۱۴ کیلومتر مربع با تراکم جمعیت ۶۳۱  نفر در کیلومترمربع است و در تاریخ ۱ آوریل ۱۹۳۶ به عنوان شهر شناخته شد.